# Bergenhus
Bergenhus er en borg i den norske by Bergen ved indsejlingen til Vågen.
I begyndelsen af 1100-tallet blev der anlagt en kongsgård, der omkring 1200 blev forsynet med en ringmur. På dette tidspunkt blev den kaldt Holmen, og var hovedsædet for den norske konge. Efter at borgen mistede sin betydning som kongesæde, var den i mange år hjemsted for en kongelig lensmand. I 1600-tallet blev befæstningen omkring Bergenhus væsentlig udbygget, og omkring 1700 fremstod den som en samlet fæstning sammen med Sverresborg. Under 2. verdenskrig brugte den tyske besættelsesmagt Bergenhus som et lokalt hovedkvarter. Efter 2. verdenskrig husede Bergenhus frem til 1995 Distriktskommando Vestlandet.
Blandt Bergenhus' bygninger finder man Håkonshallen, der blev bygget under Håkon 4. Håkonsson og taget i brug første gang i 1261 ved Magnus Lagabøters bryllup og kroningsfest. Hallen er i tre etager, hvoraf den øverste er festsalen. Den mellemste var hjemsted for adminstrationen på borgen, kancelliet. I den nederste etage var der sandsynligvis forrådslager. I slutningen af 1800-tallet blev hallen restaureret (færdiggjort i 1895), men i 1944 blev den ødelagt ved en eksplosionsulykke. Først i 1961 kunne den genåbnes efter genopbygning.
En anden markant del er Rosenkrantztårnet, der blev opført i 1560'erne af lensmanden Erik Rosenkrantz for at tjene til både forsvar og beboelse.